# Anue
Anue är en kommun i Spanien.   Den ligger i provinsen Provincia de Navarra och regionen Navarra, i den nordöstra delen av landet, 300 km nordost om huvudstaden Madrid. Antalet invånare är 455. Arean är 61 kvadratkilometer.
Terrängen i Anue är kuperad.